# Une histoire sans intérêt
Pour plus de détails, voir Fiche technique et Distribution.
Une histoire sans intérêt (Nieciekawa historia) est un film polonais réalisé par Wojciech Has, sorti en 1983.
C'est l'adaptation de la nouvelle Une banale histoire d'Anton Tchekhov.

## Fiche technique
- Titre original : Nieciekawa historia
- Titre français : Une histoire sans intérêt
- Réalisation : Wojciech Has
- Scénario : Wojciech Has d'après Anton Tchekhov
- Costumes : Marta Kobierska
- Photographie : Grzegorz Kędzierski (pl)
- Montage : Barbara Lewandowska-Conio
- Musique : Jerzy Maksymiuk
- Pays d'origine : Pologne
- Format : Couleurs - 35 mm - Mono
- Genre : drame
- Durée : 106 minutes
- Date de sortie : 1983

## Distribution
- Gustaw Holoubek : professeur
- Hanna Mikuć : Katarzyna
- Anna Milewska : Weronika
- Elwira Romanczuk : Liza
- Janusz Gajos : Aleksander Gnekker
- Marek Bargiełowski : Michal
- Janusz Michałowski : Piotr